# کیزیل-یول (شهرستان میشکینسکی، باشقیرستان)
کیزیل-یول (انگلیسی: Kyzyl-Yul, Mishkinsky District, Republic of Bashkortostan) یک شهرک در شهرستان میشکینسکی استان باشقیرستان کشور روسیه است.